# Пізоніано
Пізоніано (італ. Pisoniano) — муніципалітет в Італії, у регіоні Лаціо,  метрополійне місто Рим-Столиця.
Пізоніано розташоване на відстані близько 40 км на схід від Рима.
Населення — 772 особи (2014).

## Демографія
Населення за роками:

Станом на 1 січня 2023 року в муніципалітеті офіційно проживали 142 іноземці з 33 країн, серед них 53 громадяни країн Євросоюзу та 6 громадян України.

## Сусідні муніципалітети
- Беллегра
- Капраніка-Пренестіна
- Черрето-Лаціале
- Чичиліано
- Джерано
- Сан-Віто-Романо